# Cochlespira cedonulli
Cochlespira cedonulli é uma espécie de gastrópode do gênero Cochlespira, pertencente a família Cochlespiridae.